# Virt
Virt je část města Strakonice ve stejnojmenném okrese v Jihočeském kraji ve východním výběžku katastrálního území Střela. Urbanisticky propojuje Dražejov s Novým Dražejovem a místní část Střela rozděluje na dvě části. Virt se nachází asi 2,5 kilometru západně od Strakonic. Prochází zde silnice I/22.

## Historie
První písemná zmínka o vesnici pochází z roku 1782.
Původní název osady je Virtoves (Virtowes, Wirthsdorf) či Ves Virtova. Tvoří jeden urbanistický celek s Novým Dražejovem. Osada vznikla na střelském panství v místě staršího panského dvora. Již v 15. století jsou ze Střely založeny tři dvory: přímo pod hradem Střelou, Hluboc a dvůr Dražejova, ze kterého později vznikla osada Virt. V době zrušení jezuitského řádu, kdy panství přechází do správy studijního fondu, jehož úředníci představují novou vrchnost, vzniká v souvislosti s tzv. raabizací – historická reforma Marie Terezie († 1780), podle níž byla část vrchnostenské půdy přidělována za poplatek nevolníkům, tzv. Raabův systém. Jeho tvůrcem byl rakouský ekonom a vrchní ředitel státních statků F. A. Raab († 1783) – osada Virt. Nejstarší jádro obce má i dnes charakter uzavřeného zemědělského dvora. Osada je pojmenována podle vrchnostenského úředníka Josefa Wirtha, hospodářského správce státních statků, který parcelaci prováděl. Asi až roku 1786 je dokončeno rozparcelování dvora. Nová ves má původně 11 osadníků. V roce 1869 má osada 91 obyvatel. Další schematismy hovoří o 15 domech v osadě, ve kterých počet obyvatelstva kolísá od 105 v roce 1870 až po pouhých 46 v roce 1980. 

## Hydrografie
Novým Dražejovem protéká řeka Otava, která má v těchto místech hloubku 1–1,3 metru a šířku 6–8 metrů.

## Horopis
Oblast představuje jižní okraj Blatenské pahorkatiny (konkrétně jejího okrsku Radomyšlská pahorkatina), na rozhraní se Strakonickou kotlinou, nejzápadnějším výběžkem Českobudějovické pánve. Nejvýznamnější vrchol je Kuřidlo (546 metrů), který je zároveň přírodní rezervací.
Dále Borek (436 m n. m.) a nedaleký kopec (460 m n. m.), na kterém stojí zřícenina hradu a lovecký zámeček Střela, který je možno vidět z hlavního tahu I/22 směrem do Sušice.
Virt leží v katastrálním území Střela o výměře 2,35 km².

## Obyvatelstvo
| Rok            | 1869 | 1880 | 1890 | 1900 | 1910 | 1921 | 1930 | 1950 | 1961 | 1970 | 1980 | 1991 | 2001 | 2011 | 2021 |
| -------------- | ---- | ---- | ---- | ---- | ---- | ---- | ---- | ---- | ---- | ---- | ---- | ---- | ---- | ---- | ---- |
| Počet obyvatel | 91   | 78   | 76   | 61   | 83   | 81   | 63   | 72   | 83   | 66   | 46   | 41   | 54   | 82   | 77   |
| Počet domů     | 15   | 15   | 15   | 15   | 15   | 15   | 15   | 16   | 16   | 20   | 19   | 22   | 23   | 31   | 31   |

## Obecní správa
Při sčítání lidu v letech 1869–1949 Virt byl osadou obce Dražejov v okrese Strakonice. Od roku 1950 je částí města Strakonice ve stejnojmenném okrese.

## Galerie

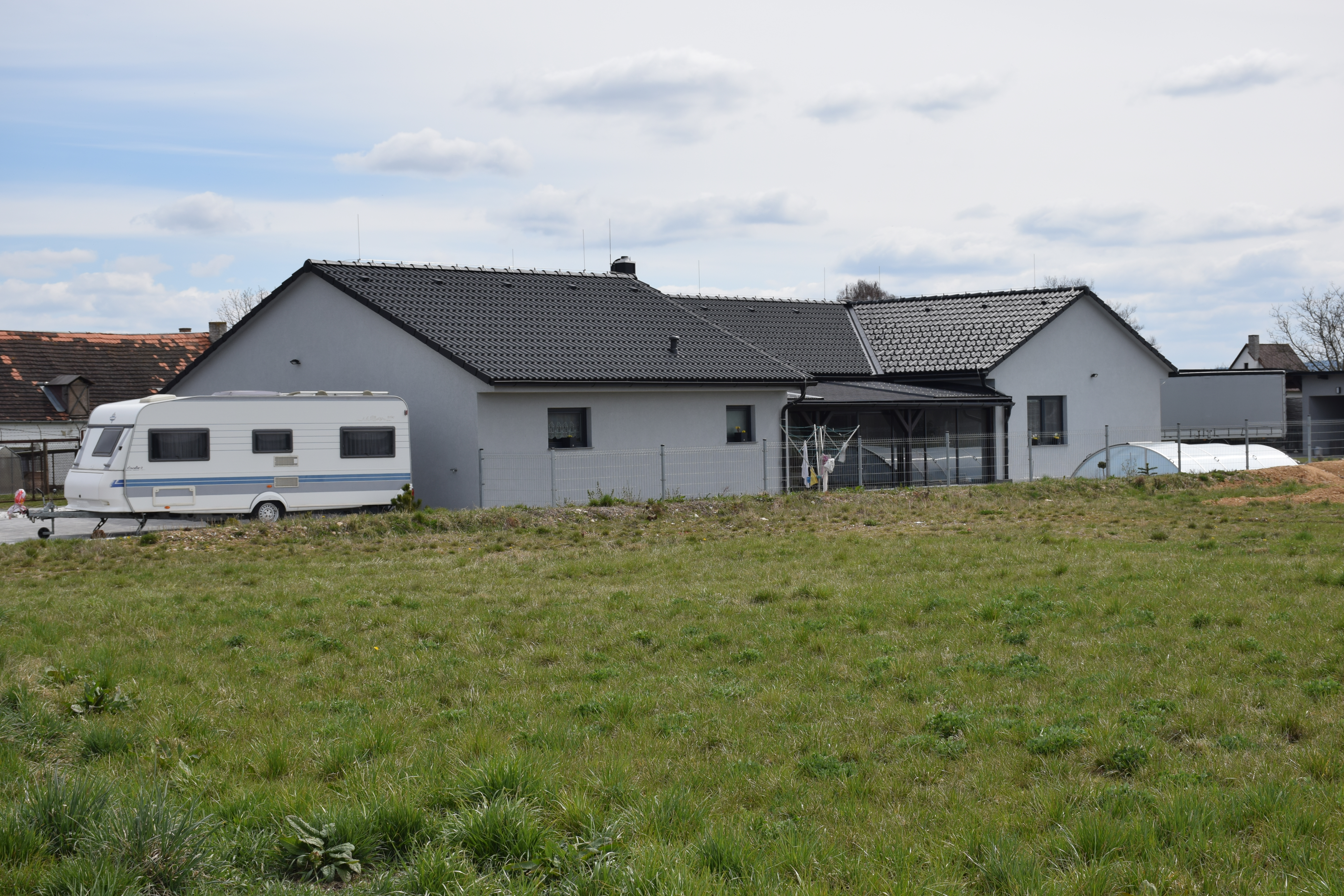
Novostavba (duben 2022)
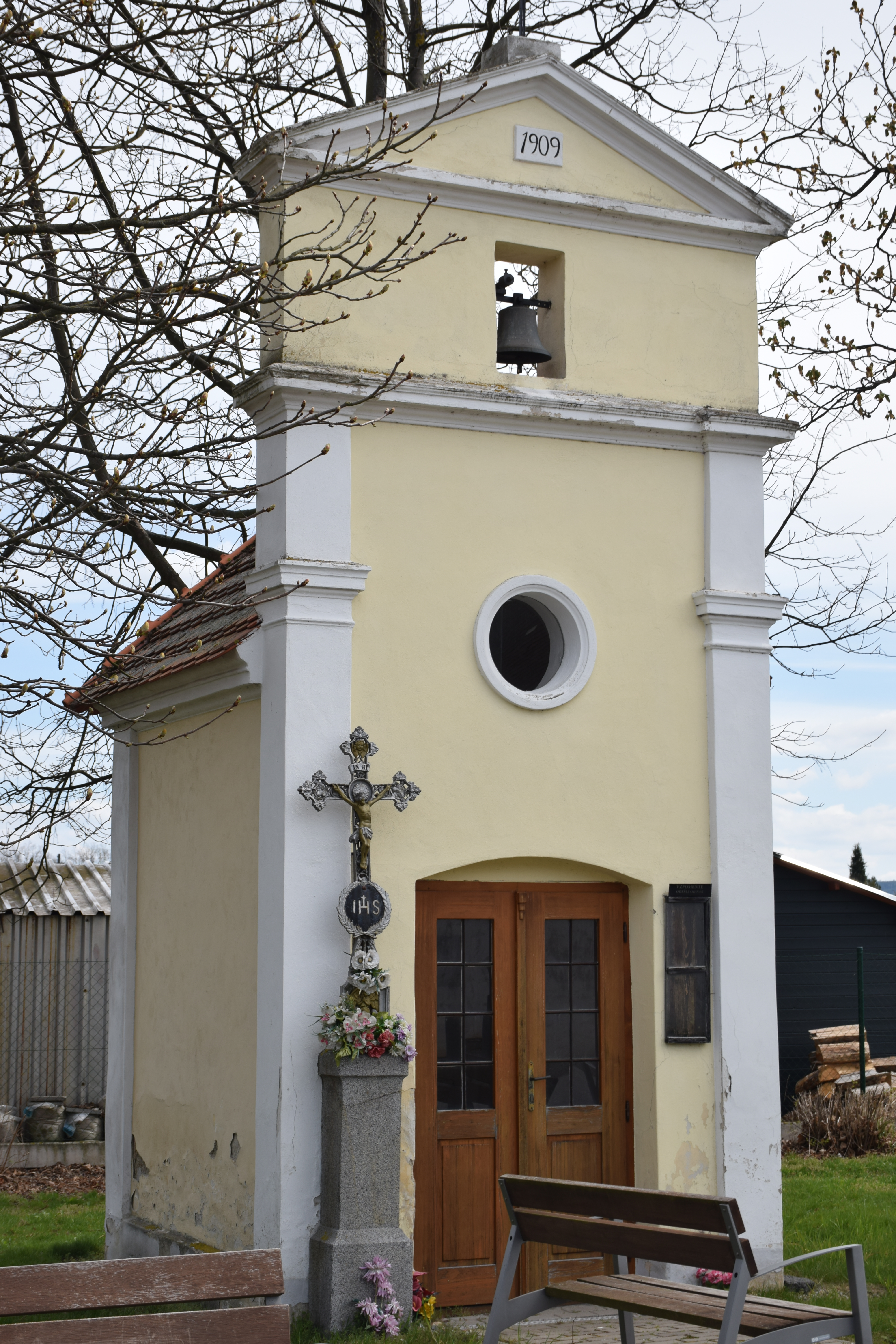
Kaplička
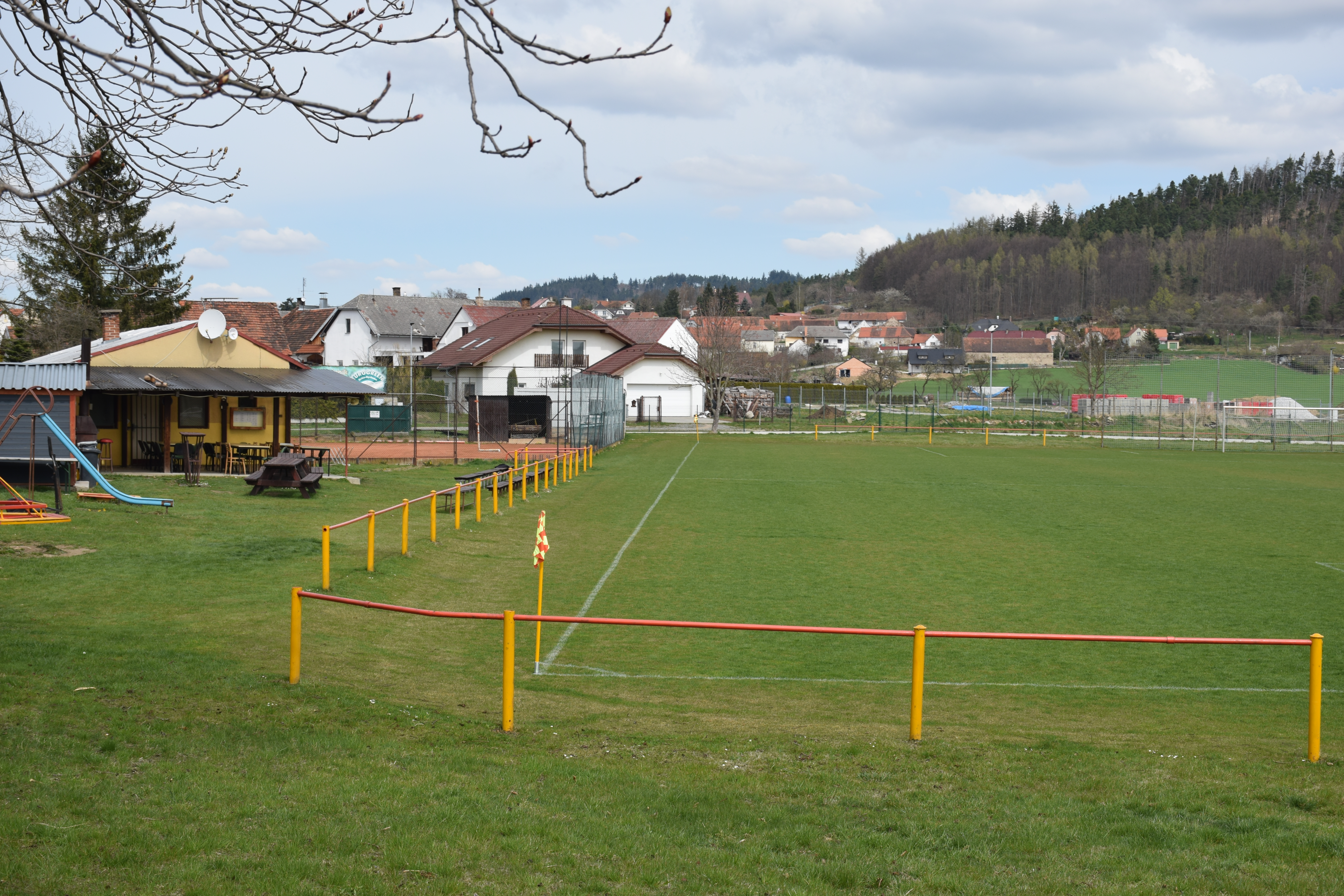
Fotbalové hřiště
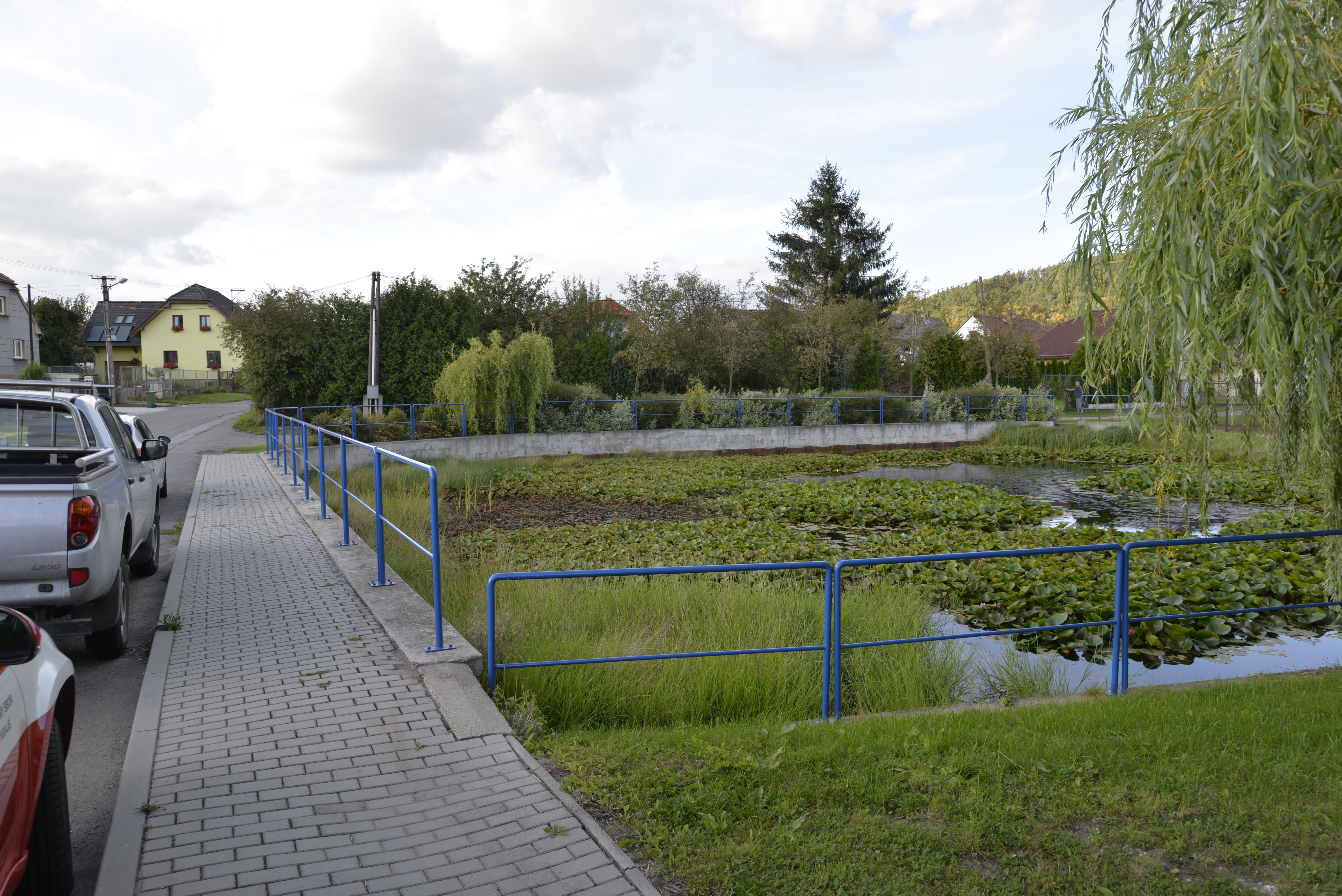
Vodní nádrž
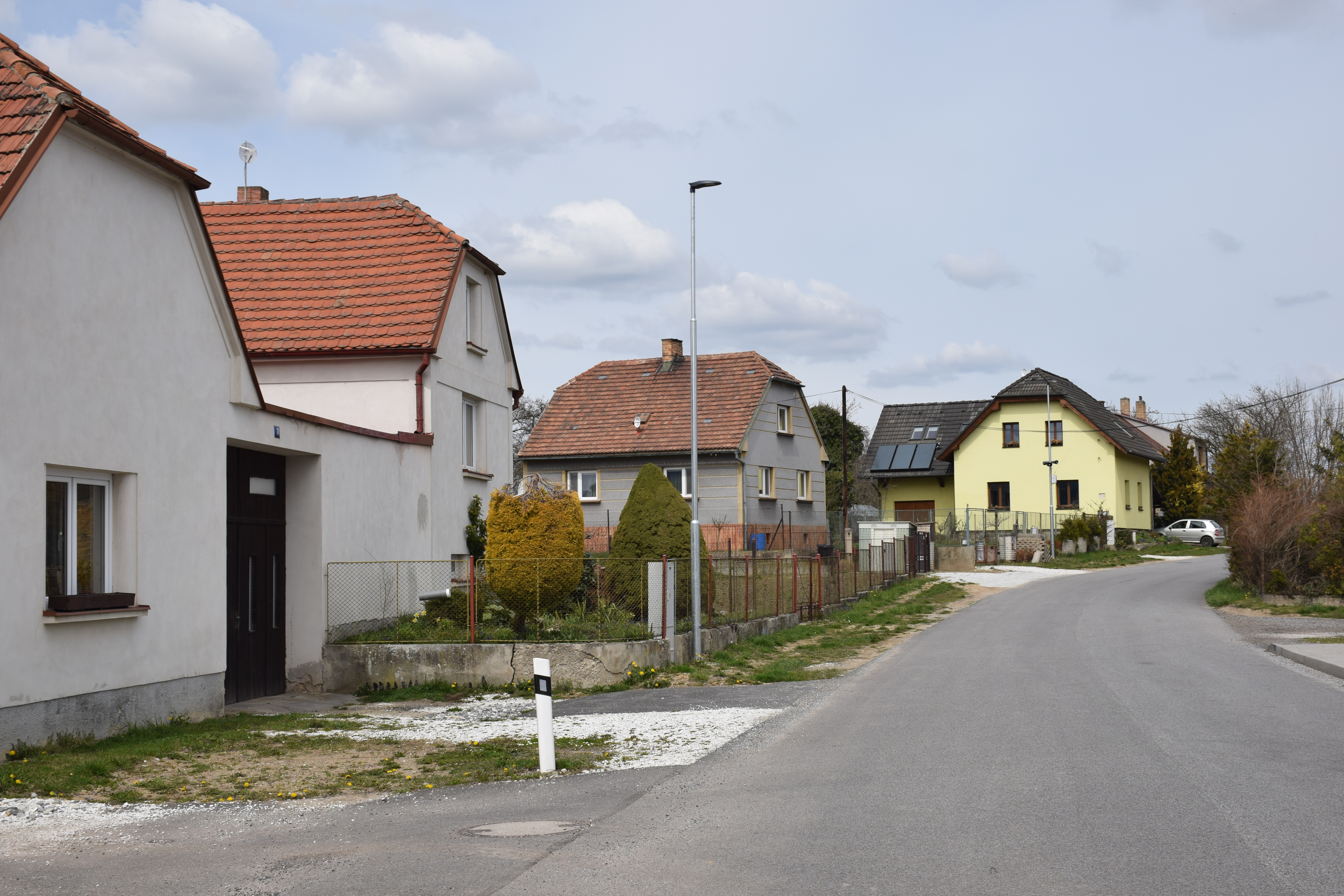
Ulice
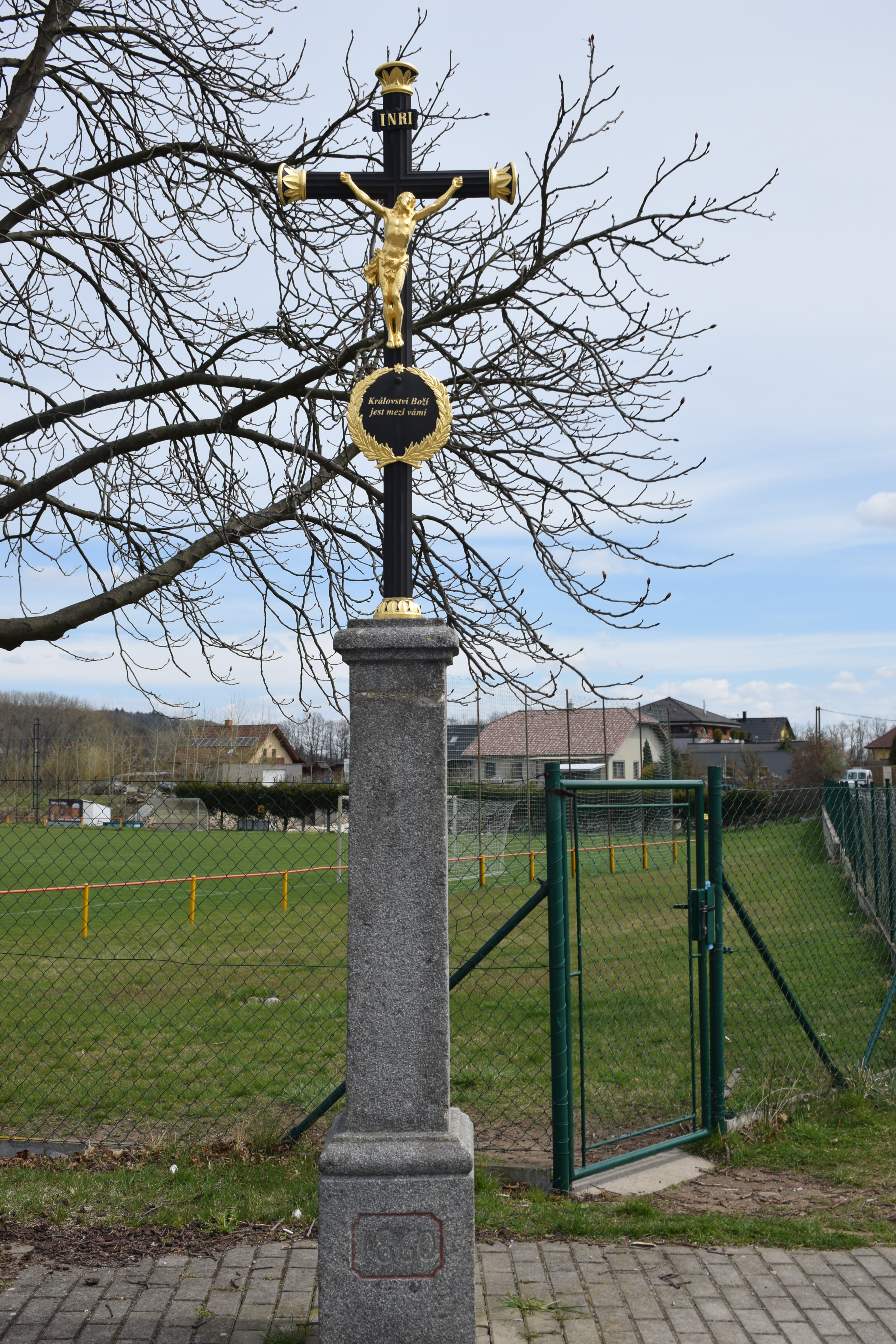
Boží muka